# Кыпиново (Добричская область)
Кыпиново (болг. Къпиново) — село в Болгарии. Находится в Добричской области, входит в общину Генерал-Тошево. Население составляет 235 человек.

## Политическая ситуация
В местном кметстве Кыпиново, в состав которого входит Кыпиново, должность кмета (старосты) исполняет Росен Петров Ганев (Движение за права и свободы (ДПС)) по результатам выборов правления кметства.
Кмет (мэр) общины Генерал-Тошево — Димитр Михайлов Петров (Коалиция в составе 2 партий: Политическое движение социал-демократов (ПДСД), Болгарская социалистическая партия (БСП)) по результатам выборов в правление общины.